# Jacques Clauzel
 (octobre 2024).
Si vous disposez d'ouvrages ou d'articles de référence ou si vous connaissez des sites web de qualité traitant du thème abordé ici, merci de compléter l'article en donnant les références utiles à sa vérifiabilité et en les liant à la section « Notes et références ».
Pour les articles homonymes, voir Clauzel.
Jacques Clauzel est un peintre français né à Nîmes le 4 mai 1941.

## Biographie
Jacques Clauzel étudie la peinture dans les écoles des beaux-arts de Tourcoing, Montpellier et Paris (atelier de Roger Chastel). Il est « grand logiste », au prix de Rome en 1964 et diplômé national de peinture.
Son œuvre (pointes sèches, aquatintes, peintures, gravures, photographies) se caractérise par un style très épuré. Le thème principal de son travail est le silence.
De 1965 à 1973, il est décorateur à la télévision ivoirienne, puis enseignant de peinture à l’École nationale supérieure des beaux-arts d’Abidjan (Côte d’Ivoire). Il réalise de nombreux reportages photographiques sur l’Afrique (Mali, Burkina Faso, Niger, Ghana, Togo, Dahomey).
De 1965 à 1968, il travaille sur des papiers peints, découpés et recomposés. À partir de 1968 il se consacre à la photographie de reportage. Il collectionne l’art africain traditionnel.
En 1973, il revient en France et crée un atelier de photographie industrielle. Il est recruté par l’école des beaux-arts de Montpellier, en 1975, pour y fonder l’atelier de photographie.
En 1976, il revient à la peinture par le biais de dessins automatiques. C'est une période de recherche (papiers froissés, puis déchirés et collés, grands papiers marouflés…) qui l'amène à travailler sur papier kraft.
À partir de 1985, les thèmes essentiels qui déterminent son œuvre sont identifiés et présents dans l’ensemble du travail. En même temps que la peinture, Jacques Clauzel pratique d’autres techniques : gravure, lithographie, sérigraphie et photographie.
Jacques Clauzel a collaboré avec les poètes Andrée Chedid, Pierre Dhainaut, Bernard Noël ou Michel Butor.
Il travaille actuellement[Quand ?] à la création d'un vitrail destiné au temple protestant de Gallargues-le-Montueux, en cours de restauration.

## Publications
- Le Sillon des sens, Montpellier, éditions Fata Morgana, 2005, 35 p.  (ISBN 2-85194-651-X)
- Gravure de peintre, Montpellier, éditions Fata Morgana, 2015, 64 p.  (ISBN 978-2-85194-915-8)